# Axel Munthe
Axel Martin Fredrik Munthe (31. října 1857, Oskarshamn, Švédsko – 11. února 1949, Stockholm, Švédsko) byl švédský lékař a spisovatel, pacifista a ochránce zvířat.

## Rodina
Axel Munthe pocházel z rodiny švédského lékárníka. Rodina pocházela původně z Flander, v 16. století se usadila ve Švédsku. Byl dvakrát ženatý, jeho první manželkou byla Ultima Hornberg, se kterou měl jednoho syna, druhou manželkou byla Hilda Pennington-Mellor, která pocházela z anglické aristokratické rodiny. Spolu měli dva syny. Je zajímavé, že ve své biografické knize Boken om San Michele (česky vyšlo pod názvem Kniha o životě a smrti) autor ani jednu manželku nezmiňuje.

## Studium a působení
Axel Munthe studoval na univerzitě v Uppsale (od r. 1874), pak ve Francii na univerzitách v Montpellier a Paříži. Po skončení studia zůstal v Paříži, kde ho ovlivnil především Jean-Martin Charcot. Nabyl kvalitní vzdělání, plynně mluvil švédsky, francouzsky, anglicky, italsky a německy. V Paříži si po studiu otevřel ordinaci a působil jako neurolog. Léčil především ženy z vyšších společenských vrstev, přičemž používal i některé neortodoxní léčebné postupy. Získal si poměrně velký majetek. Mezi jeho pacientky patřila i členka švédské královské rodiny, korunní princezna a pozdější královna Viktorie Bádenská.
Kromě léčení majetných se však věnoval i charitě a léčení chudých. Navštěvoval chudobince a útulky nejpotřebnějších, kde poskytoval bezplatně odborné rady, léčil chudé a nakupoval za vlastní peníze léky.
Jeho filantropie a charitativní činnost se projevila v roce 1883, kdy v okolí italského města Neapol propukla cholerová epidemie, a také po zemětřesení na severu Sicílie v roce 1906, kde dobrovolně a bez nároku na odměnu působil několik týdnů v Messině a zachraňoval zraněné lidi.
Během první světové války působil v řadách Mezinárodního červeného kříže, přičemž své zkušenosti popsal v práci Red Cross, Iron Cross (česky vyšlo jako Červený kříž a Železný kříž).

## Pobyt na Capri
V roce 1887 skončil svou praxi v Paříži a odešel do Itálie, kde se nejprve usadil v Římě a začlenil se do mezinárodní společnosti. Opět začal vykonávat svou lékařskou praxi. V roce 1887 si koupil malý pozemek s vinicí na ostrově Capri, v oblasti Anacapri. Při pracích na vinici objevil základy římské vily, na kterých se rozhodl postavit si vlastní vilu. Pokusil se zrekonstruovat římskou budovu, ve které začal shromažďovat různé předměty, které našel při pracích na svém pozemku. Ze své vily postupně vybudoval malé archeologické muzeum s mnoha cennými bronzovými a mramorovými sochami a předměty každodenní potřeby.
V závěti odkázal vilu na Capri nadaci, která ji dodnes spravuje.

### Vliv na Capri
Axel Munthe si získal svým působením vliv na obyvatele ostrova Capri. Projevilo se to také tím, že dokázal přesvědčit místní obyvatele, aby se vzdali lovu na stěhovavé ptáky, kteří měli na ostrově Capri mezizastávky při jarním a podzimním průletu z Evropy do Afriky a zpět. Na památku toho je v zahradě jeho vily v Anacapri vybudován malý altán s fotografiemi a dalšími předměty.